# Großer Ödsee
Großer Ödsee är en sjö i Österrike.   Den ligger i förbundslandet Oberösterreich, i den centrala delen av landet, 180 km väster om huvudstaden Wien. Großer Ödsee ligger 692 meter över havet. Den ligger vid sjön Kleiner Ödsee.